# Apple Special Event
Apple Special Event（アップル・スペシャル・イベント）は、Appleが毎年開催している製品発表イベント。Mac, iPhone, iPad, Apple Watchなどの製品やその他サービスがこの場で発表される。

## 概要
Appleにより新製品が発表されるイベント。発表内容は事前に公表されず、イベント時に初めて明らかとなる。また、iMacのようにスペックアップ程度のアップデートに留まった新製品は、イベントでは発表されずにホームページで直接発表されることもある。
これらのイベントは通常、AppleのWebサイトやApple TV アプリ、YouTubeのApple公式チャンネルでライブ配信される。

## 会場
- Moscone West, サンフランシスコ
- Yerba Buena Center for the Arts, サンフランシスコ
- Bill Graham Civic Auditorium, サンフランシスコ
- Flint Center, クパチーノ
- Steve Jobs Theater（Apple Park）, クパチーノ

## 一覧
日時等についてはすべて日本標準時で記載する。

### 2009年

#### Apple Special Event（2009年9月10日）
It’s only rock and roll, but we like it.
- iTunes 9
- iPod touch (第2世代)

### 2010年

#### Apple Special Event（2010年4月9日）
Get a sneek peak into the future of iPhone OS.

#### Apple Special Event（2010年9月2日）
- iPod nano (第6世代)
- iPod shuffle (第4世代)
- iPod touch (第4世代)
- Apple TV (第2世代)
- iTunes 10

#### Apple Special Event（2010年10月21日）
Back to the Mac.
- MacBook Air (Late 2010)[4]
- Mac OS X Lion[5]
- iLife '11[6]

### 2011年

#### Apple Special Event（2011年3月2日）
Come see what 2011 will be the year of.
- iPad 2[7]

#### Apple Special Event（2011年10月5日）
Let's talk iPhone.
- iPhone 4S
- iOS 5
- iCloud

### 2012年

#### Apple Special Event（2012年3月8日）
We have something you really have to see. And touch.
- iPad (第3世代)

#### Apple Special Event（2012年9月13日）
- iPhone 5
- iOS 6
- iPod touch (第5世代)
- iPod nano (第7世代)

#### Apple Special Event（2012年10月24日）
We've got a little more to show you.
- iPad mini (第1世代)
- iPad (第4世代)
- iMac (Late 2012)
- MacBook Pro (Late 2012)

### 2013年

#### Apple Special Event（2013年9月11日）
This should brighten everyone's day.
- iPhone 5c
- iPhone 5s

#### Apple Special Event（2013年10月23日）
We still have a lot to cover.
- iPad Air (第1世代)
- iPad mini (第2世代)

### 2014年

#### Apple Special Event（2014年9月10日）
Wish we could say more.
- iPhone 6
- Apple Pay

#### Apple Special Event（2014年10月17日）
It's been way too long.
- iPad Air 2

### 2015年

#### Apple Special Event（2015年3月10日）
Spring forward.
- MacBook (Early 2015)
- Apple Watch (第1世代)

#### Apple Special Event（2015年9月10日）
"Hey Siri, give us a hint."
- iPhone 6s
- iPhone 6s Plus
- iPad Pro
- Apple TV (第4世代)[8]

### 2016年

#### Apple Special Event（2016年3月22日）
Let us loop you in.
- iPhone SE[9]

#### Apple Special Event（2016年9月8日）
See you on the 7th.
- iPhone 7
- iPhone 7 Plus
- Apple Watch Series 2
- AirPods

#### Apple Special Event（2016年10月28日）
hello again
- Touch Barを搭載したMacBook Pro[10]

### 2017年

#### Apple Special Event（2017年9月13日）
Let's meet at our place.
初代iPhone発表より10周年となり、後述のiPhone Xなどを発表。冒頭部ではスティーブ・ジョブズについて触れた。なお、iPhone XについてはApple Musicの発表以来となるOne more thing...（We do have one more thing.）で発表した。
- iPhone 8シリーズ
- Apple Watch Series 3
- Apple TV 4K
- AirPower（後に計画断念）

- AnimojiやFace IDなどの新技術を搭載した十周年記念モデルのiPhone X

### 2018年

#### Apple Special Event（2018年3月28日）
Let's take a field trip.
- 新型iPad[11]

#### Apple Special Event（2018年9月13日）
Gather round.
- iPhone XS/XS Max
- iPhone XR
- Apple Watch Series 4[12]

#### Apple Special Event（2018年10月30日）
There’s more in the making.
ニューヨークで開催。招待状は各メディアそれぞれ違うデザインで送られた。
- 新型のMacBook Air
- Mac mini
- iPad Pro[13]

### 2019年

#### Apple Special Event（2019年3月26日）
It’s show time.（幕が上がります。）

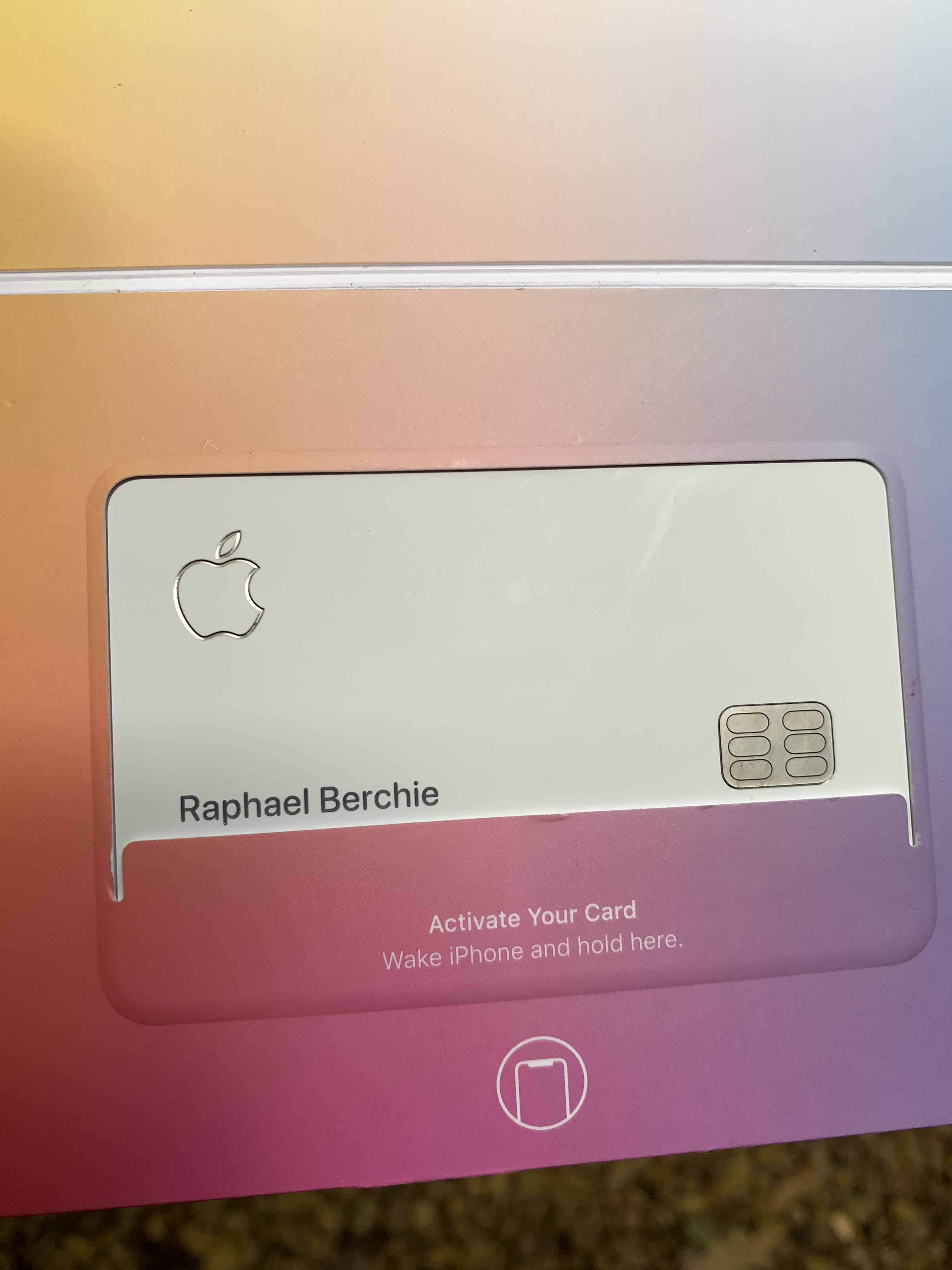
Apple Card

オープニング画像は今までのCMのオマージュになっている。また、イベント直前に、AirPods（第2世代）やiMacのマイナーアップデート、iPad Air(第3世代)とiPad mini（第5世代） を発表した。
- Apple TV+
- Apple News+
- Apple Card
- Apple Arcade[17]

#### Apple Special Event（2019年9月11日）
By innovation only.（イノベーションのみ。）
- iPhone 11
- iPhone 11 Pro
- Apple Watch Series 5
- iPad（第7世代）[18]
- Apple Watch Studio

### 2020年

#### Apple Special Event（2020年9月16日）
Time files.（もうすぐ時間です。）
オンラインで開催された。
- Apple Watch Series 6
- Apple Watch SE
- iPad(第8世代)
- 新しいデザインとなったiPad Air(第4世代)
- iOS等の正式リリース日
- watchOS 7の新機能

#### Apple Special Event（2020年10月14日）
Hi, Speed.（速報です。）
これらもまたオンラインで開催された。
- iPhone 12/12 Pro
- HomePod miniが発表された。

#### Apple Special Event（2020年11月11日）
One more thing.（もう一つあります。）
Appleの共同創業者スティーブ・ジョブズが生前、プレゼンの最後にサプライズを発表する際のセリフ、One more thing...がイベント名の由来となっている。また招待状はAppleのロゴに虹色の後光がさしており、初代iPhone発表時の招待状に酷似している。
オンラインで開催。
- Apple設計SoCApple M1を搭載したMacBook Air
- MacBook Pro
- Mac mini
- これらの機種をサポートしたmacOS Big Surのリリース日[19]

### 2021年

#### Apple Special Event（2021年4月21日）
Spring loaded.（春の祭典。）
オンラインで開催。まるで初代iMacのカラーバリエーションを想起させるな色を使ったAppleロゴが示されている。
- iPhone 12の新色であるパープル
- 忘れ物防止タグAirTag
- Apple M1を搭載した24インチiMac
- Apple M1
- mini-LEDを使ったLiquid Retina XDRディスプレイ（12.9インチのみ）を搭載したiPad Pro

#### Apple Special Event（2021年9月15日）
California streaming.（最新作をカリフォルニアから。）
オンラインで開催。
- 第9世代iPad
- フルスクリーンになりApple Pencil（第二世代）に対応したiPad mini (第6世代)
- ベゼルが狭くなりディスプレイが大きくなったApple Watch Series 7
- 小さくなったノッチやセンサーサイズの拡大でよりきれいな写真が撮れるようになったiPhone 13
- マクロ撮影や120Hz Promotionテクノロジーを搭載したiPhone 13 Pro/13 Pro Max

#### Apple Special Event（2021年10月19日）
Unleashed.（パワー全開。）
オンラインで開催。
- AirPods第3世代
- 自社設計のApple M1を更に強化したApple M1 Pro/M1 Max
- OLEDによるXDRディスプレイを搭載したMacBook Pro (Late 2021)

### 2022年

#### Apple Special Event（2022年3月9日）
Peek performance.（最高峰を解禁。）
オンラインで開催。招待状には黒の背景の上を横断して動くような印象を与える虹色のAppleロゴが示されている。
- Apple TV+オリジナル映画（Apple Original）の制作
- iPhone 13の新色
- iPhone SE 3
- iPad Air 5
- Mac Studio
- Studio Display[20]

#### Apple Special Event（2022年9月8日）
Far out.（超えよう。）
オンラインで開催。
- iPhone 14
- iPhone 14 Pro
- Apple Watch Ultra
- Apple Watch Series 8
- 第2世代Apple Watch SE
- 第2世代AirPods Pro[21]

### 2023年

#### Apple Special Event（2023年9月13日)
Wonderlust.（夢中の旅。）
オンラインで開催。招待状には青色から白色の砂粒が集まってできたAppleロゴが示されている。
- ダブルタップジェスチャーで操作できるApple Watch Series 9
- USB-CとDynamic island搭載のiPhone 15
- チタニウムとアクションボタン搭載のiPhone 15 Pro
- 5倍ズームカメラが搭載されたiPhone 15 Pro Max

#### Apple Special Event（2023年10月31日）
Scary Fast.（速いもの見たさ。)
オンラインで開催。これまでのイベントと異なり、現地時間の夜に開催された（通常は現地時間10時頃）。招待状にはFinderのロゴが入っている
。また、このイベントはすべてiPhoneで収録され、Macで編集された。
- MacBook Pro (2023)
- iMac (2023)[24]

### 2024年

#### Apple Special Event（2024年5月7日）
Let Loose.（何でもあり。）
オンラインで開催。このイベントは、現地時間の朝7時（夏時間）に開催された。Apple M4チップなどが発表された。
- iPad Air (M2)
- iPad Pro (M4)
- Apple Pencil Pro[25]

#### Apple Special Event（2024年9月10日）
It's Glowtime.（時が満ちる。）
オンラインで開催。iPhone 16などが発表された。
- iPhone 16/16 Plus
- iPhone 16 Pro/16 Pro Max
- AirPods 4
- AirPods Max
- Apple Watch Series 10